# 塞爾維亞—越南關係
塞爾維亞－越南关系（塞爾維亞語：Односи Србије и Вијетнама, 越南语： Quan hệ Serbia – Việt Nam）是指塞爾維亞和越南之間的雙邊關係。两国于1957年3月10日建交。

## 政治交流

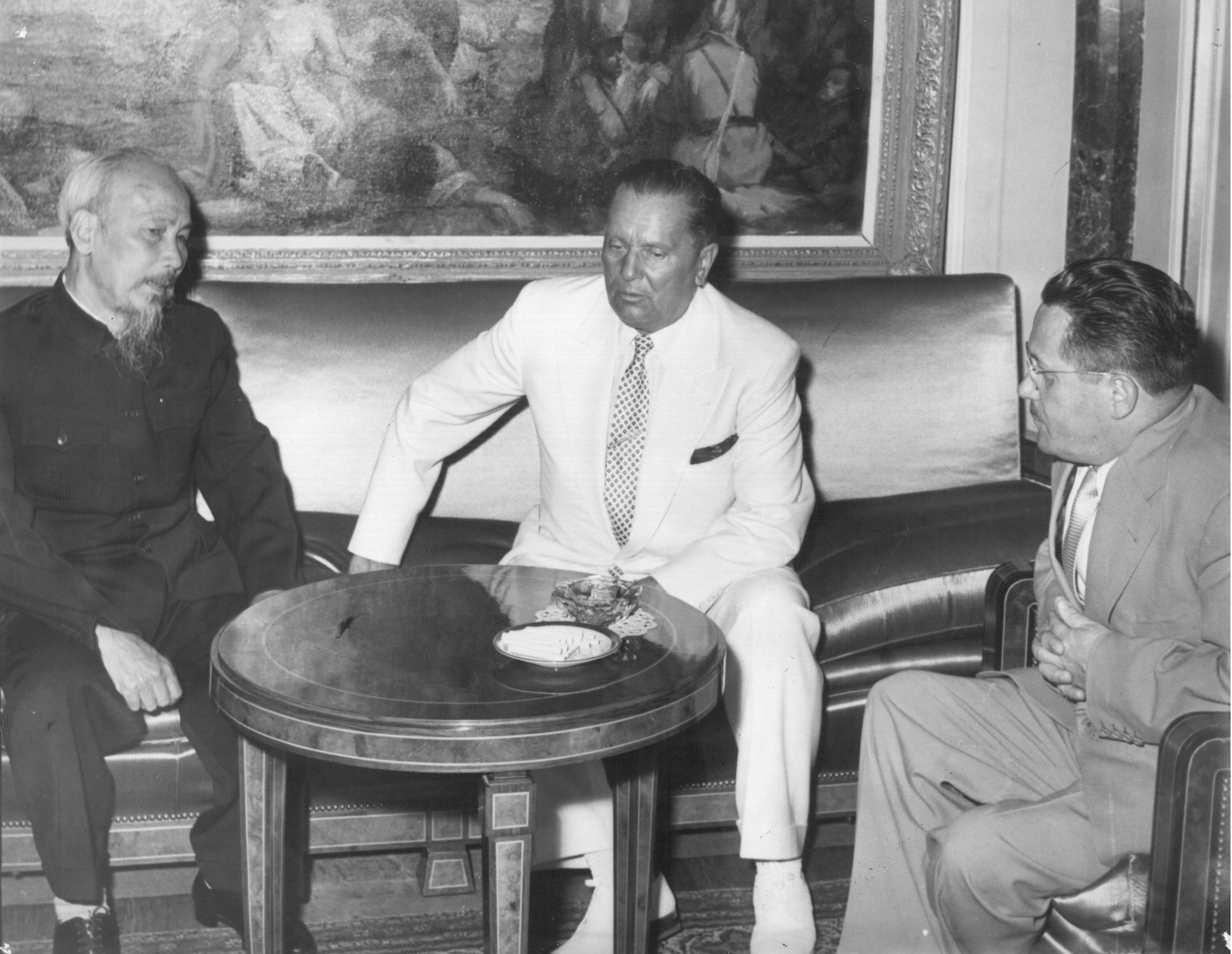
胡志明和狄托。

20世纪50年代，南斯拉夫即已经承认越南民主共和国。但北越起初拒絕與之建交，有觀點認爲這是受到蘇聯和中华人民共和国的影響。直到1955年苏南关系缓和并促成中南两国正式建交后的1957年，當時的越南民主共和國才與南斯拉夫社會主義聯邦共和國建交，胡志明亦在當年訪問南斯拉夫，但受中苏两国影响，北越當局仍然對鐵托的政策進行批評。1962年中印边境战争以来，越南明确声明支持中国的立场，认为印度方面应当接受中国方面的条件，并指责支持印度的南斯拉夫铁托政府向印度方面提供武器并帮助印度污蔑和对抗中国。1963年越共三届九中全会通过决议，明确将反对“现代修正主义”列为全党基本任务，批判方向直指南斯拉夫，并间接指向赫鲁晓夫改革后的苏联。而在越南統一、黎笋全面主政後，越南因放弃胡志明主政时期的反修正主义意识形态路线而与苏东各国交好，於1976年加入了由狄托和埃及總統納賽爾、印度總理尼赫魯共同創立的不結盟運動。
在1980年代起，由於越南入侵柬埔寨，以及長時間的南斯拉夫內戰，越南與南斯拉夫之間的關係沒有取得重大進展。1991年原南斯拉夫社會主義聯邦共和國解體後，南斯拉夫聯盟共和國繼承了原南斯拉夫社會主義聯邦共和國與越南的關係。
進入21世紀後，越南與塞爾維亞關係積極進展。2008年2月，科索沃宣布脫離塞爾維亞獨立後，越南駐聯合國大使黎良明重申越南政府立場，表示「科索沃單方面宣布獨立違反了聯合國安全理事會第1244號決議，只會使科索沃和巴爾幹半島的局勢複雜化。」2011年2月23日，越南副總理范家謙與塞爾維亞外交部長武克·耶雷米奇舉行的會晤中，重申了越南將支持根據聯合國安全理事會關於尊重國家主權和人權的全面措施的法令，支持解決與科索沃問題，並尊重塞爾維亞的領土完整。
同年11月24日，越南外交部長范平明在會見阿爾巴尼亞副總理兼外交部長埃德蒙德·哈吉纳斯托亦表示，塞爾維亞應該與科索沃加強溝通對話，盡早和平解決科索沃問題。

### 外交代表機構
20世紀90年代以前，兩國曾在對方國家的首都互设大使館，但越南駐南斯拉夫大使館於1992年10月關閉，南斯拉夫亦於2002年1月關閉了駐越南大使館。
目前，越南對塞爾維亞的相關事務由越南駐羅馬尼亞大使館兼轄。塞爾維亞對越南的相關事務則由塞爾維亞駐印尼大使館兼轄。塞尔维亚也在越南第一大城市胡志明市设立名誉领事馆，以加强两国民间交流。兩國政府近年正在考慮重新開放駐對方國家的大使館。

## 經貿關係
2017年，塞爾維亞、越南双边貿易總額达到1.713億歐元，其中，塞爾維亞對越南的出口額為1,570萬歐元，越南對塞爾維亞的出口額為1.556億歐元。越南主要向塞爾維亞出口海產品、咖啡、調味品、服裝、鞋類及手工藝品，塞爾維亞則主要向越南出口銅線、電纜、鋼板和鋁製品等。

## 旅遊

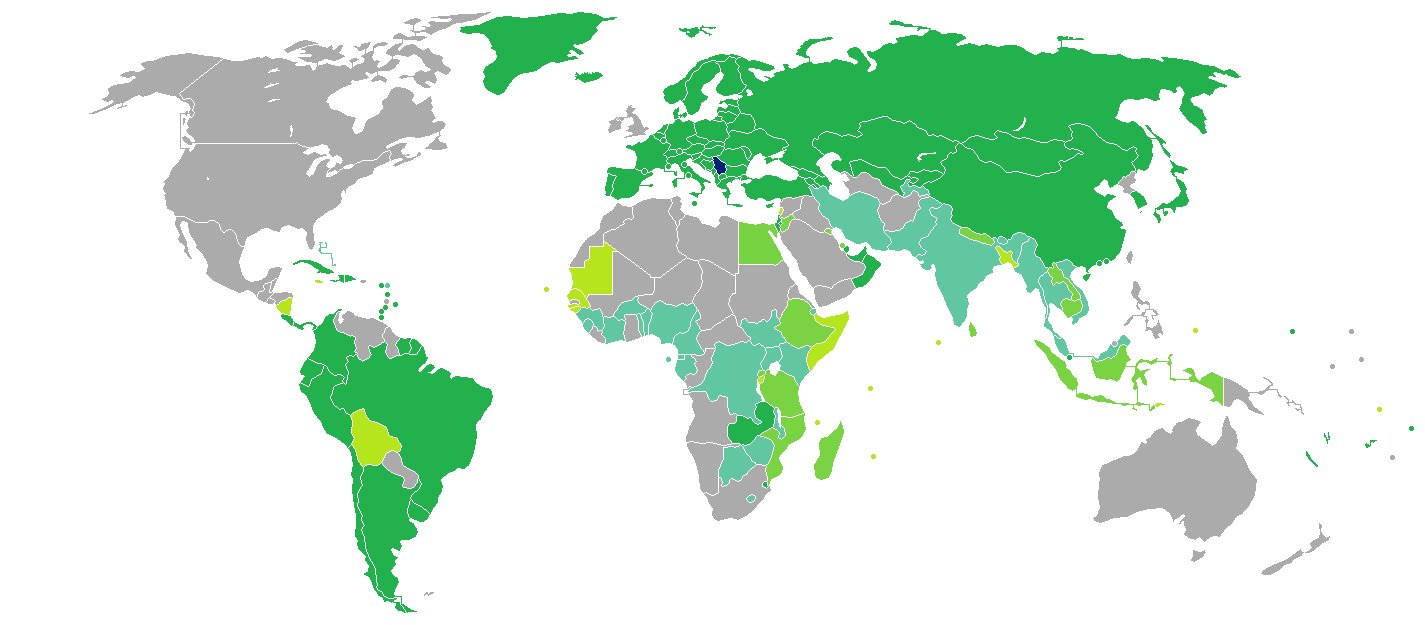
持塞爾維亞護照的塞爾維亞公民可以電子簽證的方式入境越南。

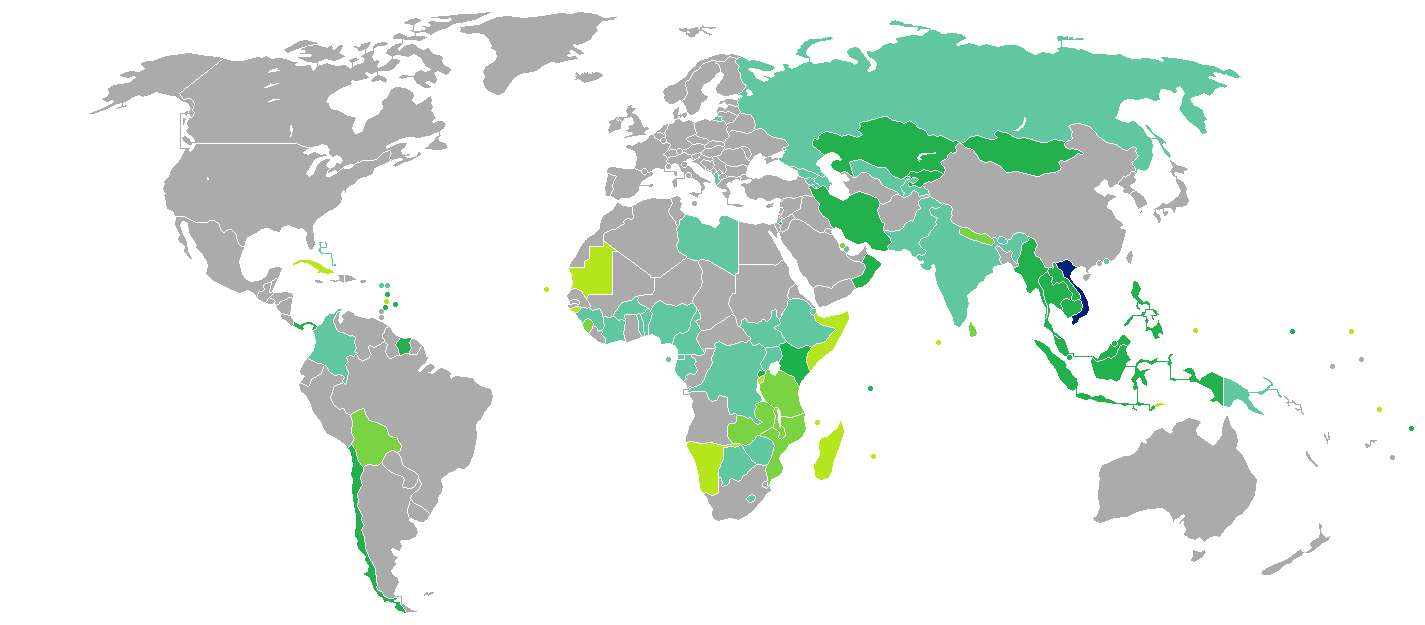
持越南護照的越南公民需要提前申请签证才能入境塞爾維亞。

### 簽證
參見：塞爾維亞簽證政策和塞爾維亞公民簽證要求
以及：越南簽證政策和越南公民簽證要求
兩國公民皆須申請簽證方可入境對方國家。持有塞爾維亞護照的塞爾維亞公民可以申請電子簽證入境越南，停留不超過90天。若前往富国岛，可在岛上免签证停留30天。
持有越南護照的越南公民必須提前申請簽證方可入境塞爾維亞，如果在停留期間持有有效的欧盟、申根地区各成员国或美国签证，則可以在180天内免簽停留90天。
南斯拉夫於2000年與越南簽署互免外交和公務護照持有人簽證的協定。該協定也由塞爾維亞繼承，因此，外交和公務護照持有人可以免簽證入境對方國家。

## 外部連結
- 塞尔维亚外交部－越南簡介 （页面存档备份，存于）
- 塞尔维亚驻印尼大使馆 （页面存档备份，存于）
- 越南驻罗马尼亚大使馆 （页面存档备份，存于）